# Кипр на «Евровидении-2003»
Кипр принимал участие в сорок восьмом выпуске телевизионного конкурса Евровидение-2003, который состоялся 24 мая в Сконто-холле, Рига, Латвия. Страну представлял поп-певец и сонграйтер Стелиос Константас с песней Feeling Alive ("Чувствую себя живым"), написанной им самим. По итогам голосования он занял 20-е место из 26, набрав только 15 очков. Данный результат означал, что Кипр должен участвовать в полуфинале конкурса Евровидение-2004. Поэтому, Feeling Alive стала предшественницей кипрской заявки на конкурс 2004 года Stronger Every Minute в исполнении Лизы Андреас. Конкурс был показан CyBC на канале RIK 1 с комментариями Эви Папамихаил. Глашатаем от Кипра был Лукас Хаматсос.

## Предыстория
К моменту своего участия в конкурсе 2003 года Кипр участвовал на Евровидение 20 раз с момента своего дебюта в 1981 году. С тех пор страна участвовала каждый год, кроме 1988 и 2001 годов. В 1988 году Кипр был дисквалифицирован по причине того, что их заявка Thimame в исполнении Янниса Димитриу выпускалась ранее, а в 2001 году Кипр был понижен до статуса "пассивного участника" из-за плохих результатов за предыдущие пять лет. Самым лучшим результатом страны было пятое место, которого она достигала дважды: в 1982 году с Анной Висси и в 1997 году с группой Hara и Андреасом Константину. На Евровидение-2002 бойзбенд One с композицией Gimme занял шестое место.
Кипрский вещатель Cyprus Broadcasting Service (CyBC) отвечает за организацию отбора заявки на Евровидение и трансляцию конкурса. С 1989 по 2000 годы все заявки были отобраны путём проведения национального финала. В 2002 году CyBC из-за плохих результатов последних лет перешёл на внутренний отбор. Для Евровидения-2003 CyBC также решил применить процедуру внутреннего отбора.

## До «Евровидения»

### Внутренний отбор
В период с 8 по 20 января 2003 года CyBC открыл приём подачи заявок на внутренний отбор. По правилам его проведения артисты с любым гражданством могли принимать участие, в то время как композиторы обязательно должны иметь гражданство Кипра. По итогам приёма вещателю поступило около сорока заявок. 11 февраля 2003 года телекомпания объявила, что Стелиос Константас с песней Feeling Alive был выбран представлять Кипр в Риге. До этого момента Константас уже участвовал в кипрских национальных финалах 1997 и 1999 годов. Выбирая песню на английском языке, певец отметил, что, по его мнению, судьи конкурса проголосовали бы более положительно, если бы смогли понять песню. Для поддержки кипрской заявки, Feeling Alive была выпущена отдельным синглом в Греции и Кипре 27 марта 2003 года лейблом V2 Records, а клип на него транслировался на греческом музыкальном канале MAD TV.

## На «Евровидении»
Поскольку Кипр по итогам конкурса 2002 года финишировал шестым, то согласно правилам о квалификации, введённым Европейским вещательным союзом в 2001 году, он был допущен к участию на Евровидение-2003. 29 ноября 2002 года прошла жеребьёвка, по результатам которой Кипр должен был выступать под номером 9, между Хорватией и Германией. По итогам голосования Стелиос Константас занял 20-е место из 26, набрав только 15 очков, включая 12 очков от Греции. Данный результат означал, что Кипр должен участвовать в полуфинале конкурса Евровидение-2004. С 2003 года ЕВС обязал все страны-участницы перейти на полное телеголосование. 12 очков киприотские телезрители присудили Греции, а 10 очков присудили России. Россия не присудила Кипру ни одного очка.

### Голосование
| Очки      | Страна    |
| --------- | --------- |
| 12 баллов | - Греция  |
| 10 баллов |           |
| 8 баллов  |           |
| 7 баллов  |           |
| 6 баллов  |           |
| 5 баллов  |           |
| 4 балла   |           |
| 3 балла   |           |
| 2 балла   | - Мальта  |
| 1 балл    | - Израиль |

| Очки      | Страна   |
| --------- | -------- |
| 12 баллов | Греция   |
| 10 баллов | Россия   |
| 8 баллов  | Турция   |
| 7 баллов  | Ирландия |
| 6 баллов  | Испания  |
| 5 баллов  | Исландия |
| 4 балла   | Австрия  |
| 3 балла   | Бельгия  |
| 2 балла   | Румыния  |
| 1 балл    | Швеция   |